# Non ci credo più
Non ci credo più è un singolo del cantautore italiano Diodato, pubblicato il 25 aprile 2025.

## Descrizione
Il brano è scritto e composto dallo stesso cantautore, che ha anche curato la produzione con Tommaso Colliva.

## Video musicale
Il video musicale, diretto da Asia J. Lanni e Nicola Bussei (Mòndeis), è stato pubblicato in concomitanza all'uscita del brano attraverso il canale YouTube del cantautore.

## Tracce
Testi e musiche di Antonio Diodato.
1. Non ci credo più – 3:22